# Dolcynizm
Dolcynizm – chrześcijańska doktryna religijna, istniejąca w państwach włoskich w XIV i XV w. Odrzucała dogmaty wiary, sakramenty i kler, głosiła powszechne kapłaństwo wszystkich wierzących. Negowała istnienie Trójcy Świętej. Wywarła wpływ na powstanie podobnych doktryn w Europie: „Homines Intelligentiae”  w Niderlandach i pikardów we Francji i Czechach.